# Amalia Lindegren

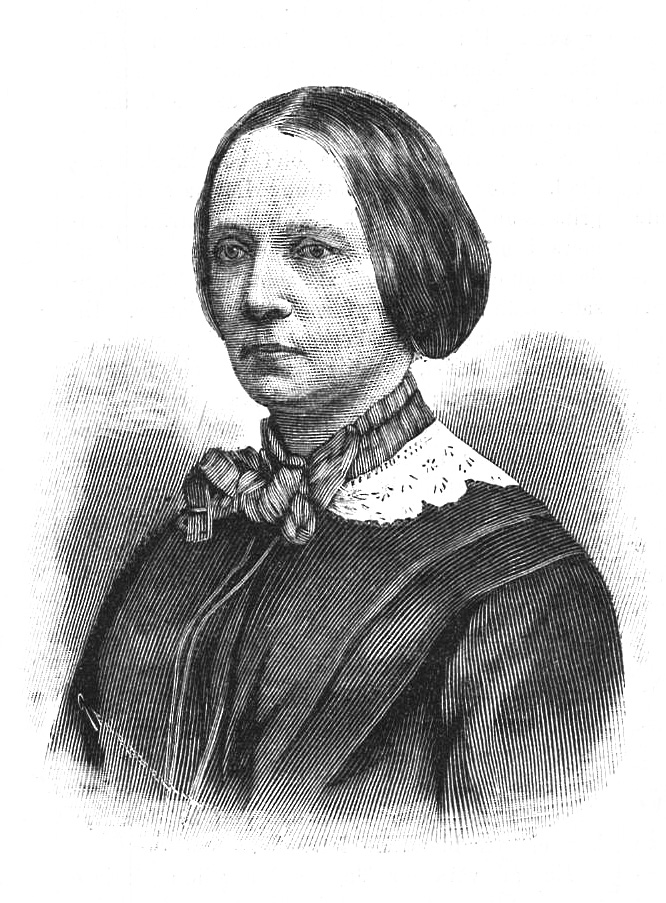
Amalia Lindegren. Xylografi i Idun 1892, nr 2.

Amalia Euphrosyne Lindegren, född 22 maj 1814 i Stockholm, död där 27 december 1891, var en svensk målare och tecknare. Hon var halvsyster till Per och Claes Samuel Sandels.

## Biografi
Amalia Lindegren var dotter till Anna Catharina Lindgren, född Ekström, som var gift med vaktmästaren Anders Lindgren. Hon blev moderlös vid tre års ålder och adopterades senare av änkan till sin egentlige far, adelsmannen Benjamin Sandels, som var bergsråd. Utan undervisning i konst tecknade hon i blyerts, svartkrita och olja. Hennes begåvning för teckning gjorde att Carl Gustaf Qvarnström såg till att hon blev en av de fyra kvinnor som 1849 accepterades som elever vid Konstakademien. Hon intogs som elev med särskild dispens; de övriga tre var Jeanette Möller, Agnes Börjesson och Lea Ahlborn.
Hon ansågs vara lovande nog att 1850 bli den första kvinna som fick ett resestipendium att studera konst i Paris. Först här blev hennes studier på allvar och hon stannade i Paris i fyra år som elev vid Léon Cogniets och Jean-Baptiste-Ange Tissiers damateljéer. 1854 ställde Lindegren ut i Düsseldorf, "De fader- och moderlösa" samt "Änkan", och fortsatte sedan till München där hon studerade de gamla mästarna. Sedan bar det söderut till Rom, där Lindegren målade italienska genrebilder i en friskare, livligare färgbehandling, än den lugubra ton med kompakta skuggor som kännetecknar hennes tidigare arbeten. Efter ett ytterligare studieår i Paris återvände Lindegren 1856 till Sverige och gjorde en studiefärd till Dalarna som kom att inspirera hennes fortsatta produktion. Samma år blev hon ledamot i Konstakademien.

## Konst
Amalia Lindegren målade porträtt, genre och folkliv. Hon inspirerades främst av Adolph Tidemand, Hans Gude och Bengt Nordenberg och den "moderna tyska stilen". Den första komposition hon skickade hem från Paris till akademien föreställde en dryckesscen, som enligt akademien var "ett för en kvinna överraskande motivval" och "denna dryckesscen bär icke ringaste spår av att vara gjord av en mamsell", och blev inköpt av Konstföreningen och utdelades i litografi till föreningens medlemmar. På Stockholmsutställningen 1866 hade hon sju porträtt med. Hennes tavlor från Dalarna, ofta djupt sentimentala bilder av söta men sorgsna flickor, var mycket populära; Lillans sista bädd ställdes ut i Paris 1867, Philadelphia 1876 och Chicago 1893. Som porträttör berömdes hon för sin observationsförmåga och efter sin hemkonst från kontinenten 1856 var hon jämte Uno Troili den mest anlitade porträttören i Stockholm.

## Utmärkelser
Amalia Lindegren var agrée 1853 och från 1856 ledamot i Konstakademien. På ett fotografi av akademins ledamöter är hon tillsammans med Lea Ahlborn den enda kvinnan och står ut på ett märkbart sätt i sin krinolin på första raden längst fram. Lindegren var även hedersledamot i Female artists Society i London och mottog medaljen Litteris et artibus. 
Amalia Lindegren är begravd på Norra begravningsplatsen utanför Stockholm.

### Målningar i urval
- Lillans sista bädd (1858)
- Söndagsafton i en dalstuga (1860)
- Frukosten (1866)
- Arvid Posse (1891)
- Pilgrimen
- Trubaduren
- Mattheus
- Flickan med apelsinen
- Italiensk bondkvinna
- Pifferari
- Frieriet
- Änkan
- Munken

Lindegren  finns representerad vid bland annat Göteborgs konstmuseum, Kalmar konstmuseum, Norrköpings konstmuseum, Nationalmuseum i Stockholm, Nordiska museet, Miliseum, Postmuseum, Örebro läns museum, Helsingborgs museum, Malmö museum, Vänermuseet, Kulturen och Göteborgs stadsmuseum.

### Galleri

Porträtt av drottning Lovisa av Danmark.
Porträtt av drottning Lovisa av Sverige.
Söndagsafton i en dalstuga.
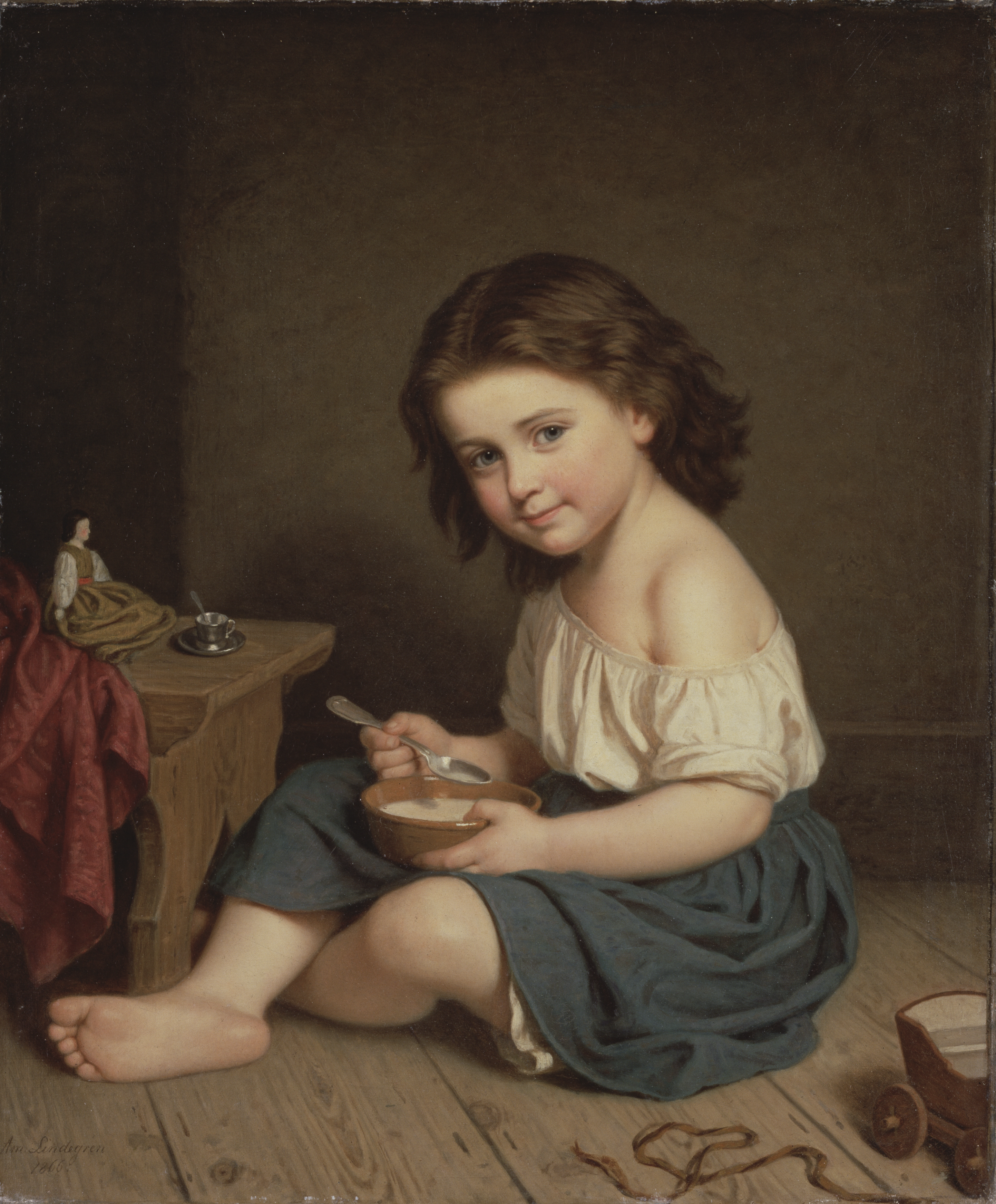
Frukosten.
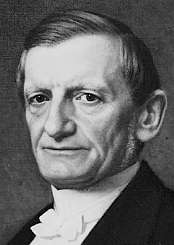
Porträtt av statsminister Arvid Posse-
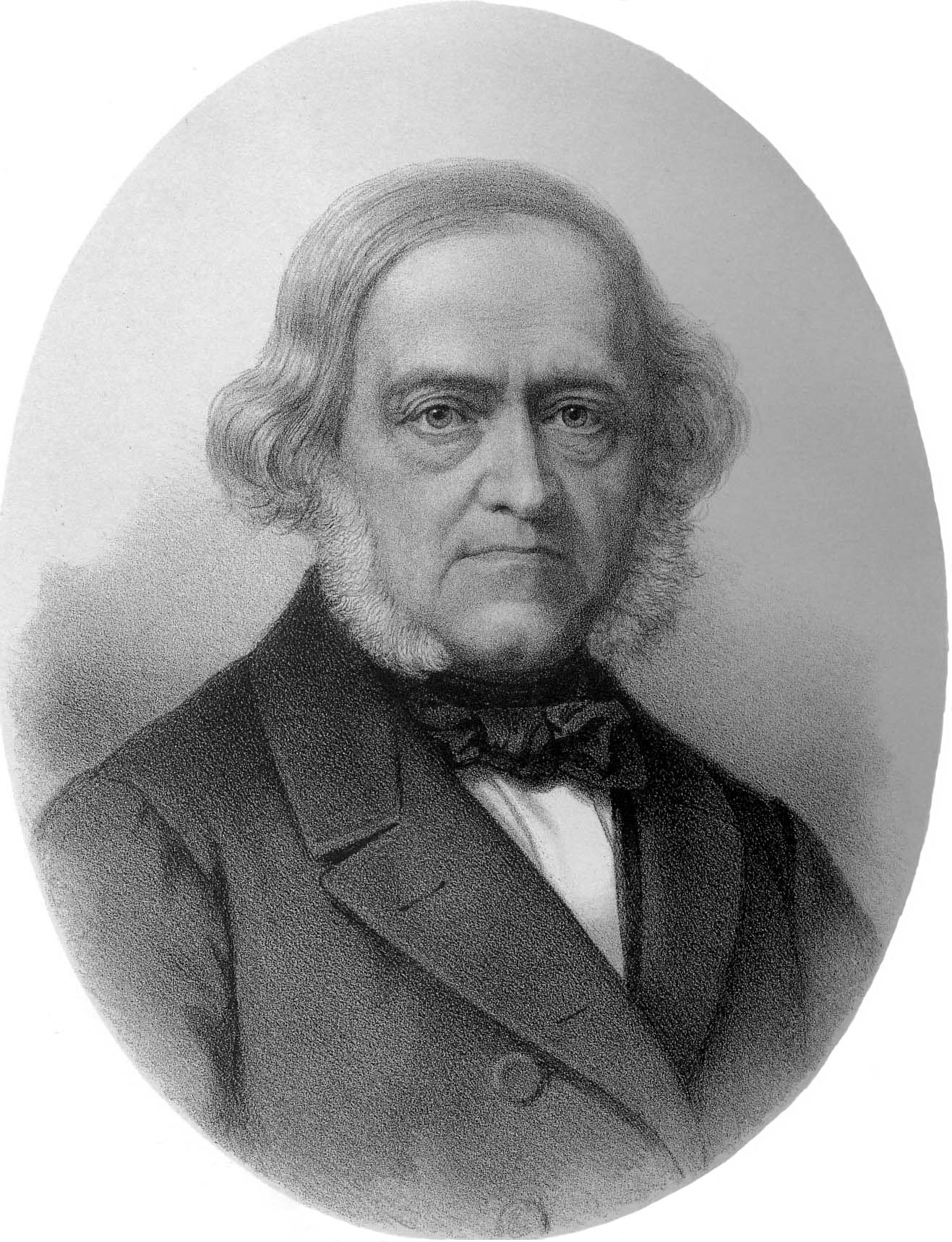
Porträtt av Jacob Nils Tersmeden (här som litografi efter originalmålningen)-
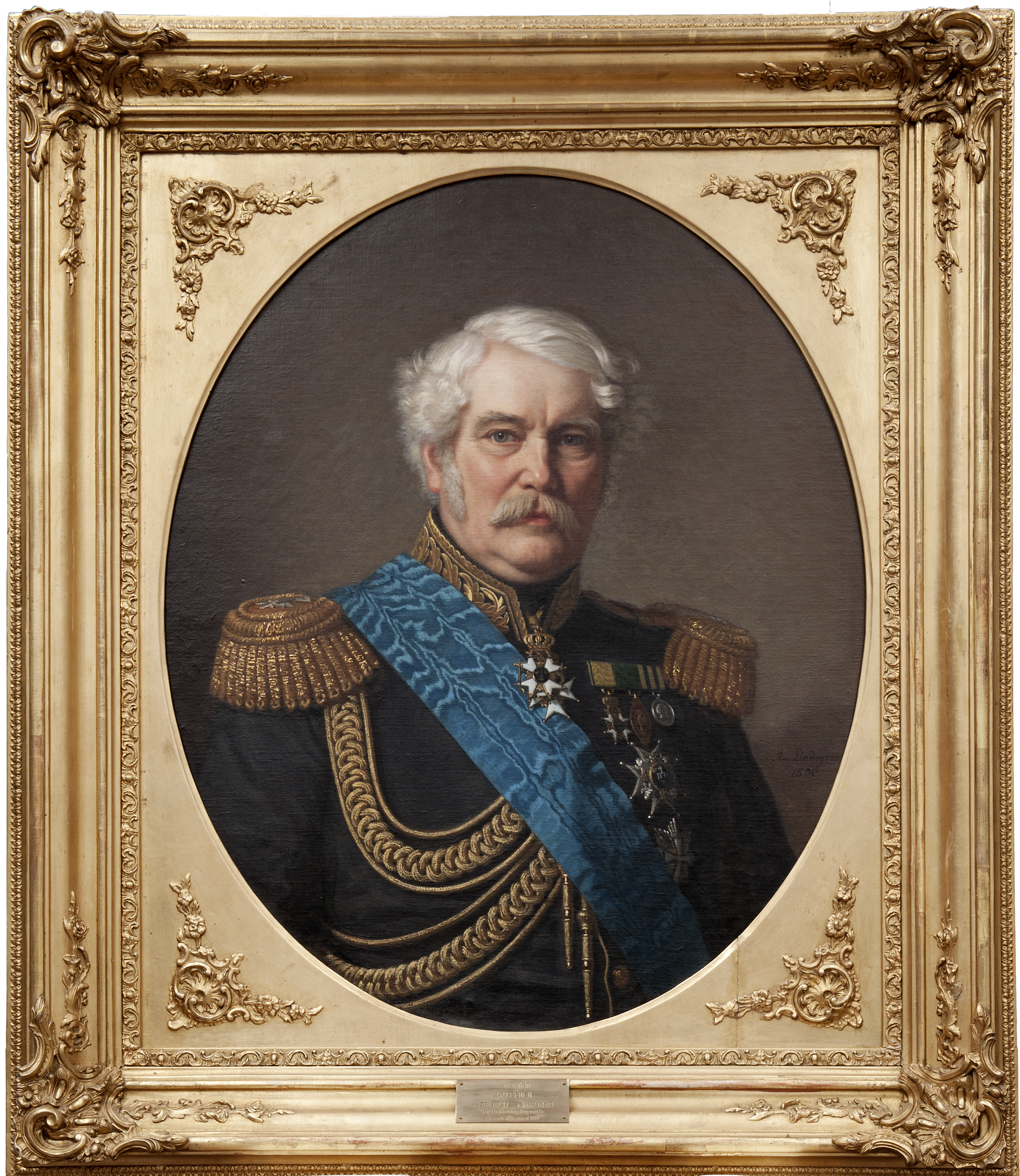
Porträtt av generalen Johan Lefrén.